# 皇芳之
皇 芳之（すめらぎ よしゆき、1939年12月12日 - ）は、日本の経営者。

## 来歴・人物
大阪府大阪市出身。1962年に東京大学法学部を卒業し、同年に三菱レイヨンに入社した。1993年6月に取締役に就任し、1997年6月に常務、1999年6月に専務を経て、2000年6月に社長に就任し、2006年6月には会長に就任した。2010年6月に相談役に就任。